# Casimir de Bytom
Casimir de Bytom (en polonais Kazimierz bytomski), de la dynastie des Piasts, est né entre 1253 et 1257, et décédé le 10 mars 1312. Il est le troisième fils de Ladislas d’Opole et d’Euphémie de Grande-Pologne, la fille de Ladislas Odonic.
De 1280/1281 à 1284, il est duc d’Opole et de Bytom, en compagnie de son frère Bolko. En 1284, les deux frères se partagent leur territoire et Casimir devient le souverain du petit duché de Bytom.

## Duc de Bytom
Il entre dans la vie politique du vivant de son père. En 1264, il reçoit la ceinture de chevalier des mains du roi de Bohême Ottokar II. À partir de ce moment, lui et son frère Bolko deviennent de proches collaborateurs de leur père Ladislas d’Opole. Vers 1280, il épouse une certaine Hélène, dont on ne connaît pas les origines. 
Lorsque Ladislas d'Opole décède (1281 ou 1282), ses quatre fils héritent de son duché qui est divisé entre eux. Casimir et son frère Bolko reçoivent le duché d’Opole et de Bytom qu’ils gouvernent ensemble pendant deux ans. En 1284, les deux frères se partagent leur territoire et Casimir devient le souverain du petit duché de Bytom (avec les villes de Bytom, Koźle, Gliwice, Toszek et Siewierz).

## Vassal de la Bohême
Exposant son duché à des représailles d’Henri IV le Juste, il soutient sans doute ses frères Mieszko de Cieszyn et Przemyslaw de Racibórz quand ceux-ci prennent le parti de l’évêque de Wrocław Thomas II Zaremba, dans le conflit qui l’oppose au duc de Wrocław. Les relations tendues avec Henri IV obligent Casimir à se trouver un protecteur. Le 10 janvier 1289, à Prague, il est le premier duc de Silésie à rendre un hommage de vassalité à Venceslas II, le souverain de Bohême. Il sera bientôt suivi par ses frères.
Dans les années qui suivent, Casimir soutient fidèlement la politique menée par Venceslas en Pologne. En 1292, il participe à l’expédition militaire de Venceslas contre Ladislas Ier le Bref. En 1297, à Prague, il assiste au couronnement de Venceslas. 
En 1303, il offre une partie de son duché (les régions de Toszek et de Koźle) à ses deux fils ainés.

## Rapprochement avec le duc de Cracovie
En 1306, la mort de Venceslas III et la disparition de la dynastie tchèque obligent Casimir à revoir sa ligne politique. Il se libère de sa condition de vassal de la Bohême et se rapproche de Ladislas Ier le Bref, le nouveau duc de Cracovie. La même année, le mariage de sa fille Marie avec le roi de Hongrie Charles Ier Robert rehausse le prestige de son duché.

## Politique intérieure
En politique intérieure, Casimir est un grand protecteur de l’Église. Il accorde de nombreux privilèges à l’ordre canonial régulier du Saint-Sépulcre installé à Miechów. Soucieux de la défense de son duché, il fait bâtir un château à Bytom et entoure la ville de remparts. Il finance tous ces investissements en développant l’extraction de l’argent dans la région de Bytom.

## Décès et descendance
Casimir de Bytom décède le 10 mars 1312. Il laisse une fille et quatre fils, qui se partagent le duché de leur père. 
- Boleslas de Toszek,
- Ladislas de Bytom,
- Mieszko de Siewierz,
- Siemovit de Bytom ,
- Marie de Bytom (née vers 1295 morte le 15 décembre 1317) épouse en 1306 du roi Charles Robert de Hongrie.